# Gaetano Carito
Gaetano Carito (Squillace, 26 febbraio 1951) è un tecnico del suono italiano, vincitore del David di Donatello per il miglior suono, del Nastro d'argento al migliore sonoro in presa diretta e del Ciak d'oro per il migliore sonoro in presa diretta.

## Biografia
Intraprende la carriera negli studi di registrazione nel 1968, passando al ruolo di tecnico del suono in presa diretta nel 1979.

## Filmografia
- Vigili e vigilesse, regia di Francesco Prosperi (1982)
- No grazie, il caffè mi rende nervoso, regia di Lodovico Gasparini (1982)
- La chiave, regia di Tinto Brass (1983)
- Ballando ballando, regia di Ettore Scola (1983)
- Bertoldo, Bertoldino e Cacasenno, regia di Mario Monicelli (1984)
- Miranda, regia di Tinto Brass (1985)
- I soliti ignoti vent'anni dopo, regia di Amanzio Todini (1985)
- Oci ciornie, regia di Nikita Mikhalkov (1987)
- La notte degli squali, regia di Anthony Richmond (1988)
- Compagni di scuola, regia di Carlo Verdone (1988)
- Il muro di gomma, regia di Marco Risi (1991)
- La vera vita di Antonio H., regia di Enzo Monteleone (1994)
- Camerieri, regia di Leone Pompucci (1995)
- Romanzo di un giovane povero, regia di Ettore Scola (1995)
- La lupa, regia di Gabriele Lavia (1996)
- Un inverno freddo freddo, regia di Roberto Cimpanelli (1996)
- Radiofreccia, regia di Luciano Ligabue (1998)
- Ormai è fatta!, regia di Enzo Monteleone (1999)
- Asini, regia di Antonello Grimaldi (1999)
- Malèna, regia di Giuseppe Tornatore (2000)
- L'ultimo bacio, regia di Gabriele Muccino (2001)
- Da zero a dieci, regia di Luciano Ligabue (2002)
- Velocità massima, regia di Daniele Vicari (2002)
- Ricordati di me, regia di Gabriele Muccino (2003)
- Buongiorno, notte, regia di Marco Bellocchio (2003)
- Il paradiso all'improvviso, regia di Leonardo Pieraccioni (2003)
- L'amore è eterno finché dura, regia di Carlo Verdone (2004)
- Manuale d'amore, regia di Giovanni Veronesi (2005)
- Il regista di matrimoni, regia di Marco Bellocchio (2006)
- Sorelle, regia di Marco Bellocchio (2006)
- Caos calmo, regia di Antonello Grimaldi (2008)
- Italians, regia di Giovanni Veronesi (2009)
- Vincere, regia di Marco Bellocchio (2009)
- Baciami ancora, regia di Gabriele Muccino (2010)
- Vallanzasca - Gli angeli del male, regia di Michele Placido (2010)
- Sorelle Mai, regia di Marco Bellocchio (2010)
- Manuale d'amore 3, regia di Giovanni Veronesi (2011)
- Amici miei - Come tutto ebbe inizio, regia di Neri Parenti (2011)
- Posti in piedi in paradiso, regia di Carlo Verdone (2012)
- Bella addormentata, regia di Marco Bellocchio (2012)
- Amiche da morire, regia di Giorgia Farina (2013)
- Indovina chi viene a Natale?, regia di Fausto Brizzi (2013)
- Ma tu di che segno 6?, regia di Neri Parenti (2014)
- Ho ucciso Napoleone, regia di Giorgia Farina (2015)
- Fai bei sogni, regia di Marco Bellocchio (2016)
- Modalità aereo, regia di Fausto Brizzi (2019)
- Il traditore, regia di Marco Bellocchio (2019)
- L'uomo senza gravità, regia di Marco Bonfanti (2019)

## Premi e riconoscimenti
- David di Donatello
  - 1992 - Miglior suono per Il muro di gomma[1]
  - 1999 - Miglior suono per Radiofreccia[2]
  - 2001 - Miglior suono per L'ultimo bacio[3]
- Nastro d'argento
  - 2008 - Migliore sonoro per Caos calmo[4]
- Ciak d'oro
  - 1989 - Migliore sonoro per Compagni di scuola[5]
  - 2004 - Migliore sonoro per Buongiorno, notte[6]